# Mais Barkhudarov
Mais Barkhudarov (en azerbaïdjanais: Mais  Bərxudarov) est un officier azerbaïdjanais, général de division des forces armées d'Azerbaïdjan, qui a participé aux affrontements de 2016 au Haut-Karabakh et au conflit du Haut-Karabakh en 2020.

## Biographie
Mais Barkhudarov est né à Kubatly, ville de la RSS d'Azerbaïdjan. Depuis l'enfance, il aimait la lutte. Il a été enseigné par le lutteur Aliyar Aliyev, qui a ensuite participé à la première guerre du Karabakh et est devenu un héros national de l'Azerbaïdjan (à titre posthume).
Le chef du lycée, le général Valeh Barchadly (ancien ministre de la Défense de l'Azerbaïdjan), a influencé Barkhudarov pendant les années d'études. En 1993, avec un groupe d'étudiants, Barkhudarov a décidé de se rendre volontairement au front.
En 1998, le lieutenant Barkhudarov a reçu l'Ordre du "drapeau azerbaïdjanais". Le président Heydar Aliyev lui a personnellement remis ce prix. En 2012, pour un service spécial dans la préservation de l'indépendance et de l'intégrité territoriale de l'Azerbaïdjan et pour la distinction dans l'exercice de ses fonctions et les tâches assignées à l'unité militaire, Barkhudarov a reçu la médaille «Pour la patrie».
Dans la nuit du 1er au 2 avril 2016, des affrontements arméno-azerbaïdjanais ont eu lieu le long de la ligne de contact dans le Haut-Karabakh et les territoires environnants au sud. Le 5 avril, un accord de cessez-le-feu mutuel a été conclu. Au cours des affrontements, le colonel Barkhudarov a participé à la prise de la hauteur Lalatapa. Depuis le début des combats, il est personnellement entré dans le tank et s'est précipité dans le combat en première ligne d'attaque. Selon des témoins oculaires, le geste du commandant du corps a inspiré les soldats, forçant le combat avec une activité extrême. Selon un portail d’informations azerbaïdjanais, Mais Barkhudarov a détruit de nombreuses forces arméniennes, mais l’officier avait des forces limitées.
Le 19 avril 2016, le président azerbaïdjanais Ilham Aliyev a signé des décrets sur l'attribution de titres honorifiques, d'ordres et de médailles à un groupe de militaires azerbaïdjanais qui  "ont distingué une bravoure et un héroïsme exceptionnels tout en empêchant les provocations militaires arméniennes sur la ligne de contact des troupes et en repoussant les attaques de l'ennemi contre des civils du 2 au 5 avril ".
Mais Barkhudarov a reçu le grade de général de division par le président Aliyev en raison de sa participation personnelle à l'opération militaire de capture de Lalatapa. Barkhudarov est le premier officier qui a reçu ce grade par le président pour héroïsme au cours des 20 dernières années.
Barkhudarov est actuellement commandant d'unité. Le 4 octobre, le commandant en chef suprême des forces armées azerbaïdjanaises et le président azerbaïdjanais Ilham Aliyev l'a félicité, ainsi que le commandant des forces spéciales, puis le général de division Hikmat Mirzayev, et le personnel dirigé par eux sur la libération de la ville de Jabrayil et de neuf villages du district de Jabrayil pendant la deuxième guerre du Haut-Karabakh. Le 9 décembre, le président Aliyev a signé un décret accordant à Barkhudarov l'Ordre du Karabakh.